# Campeonato Sul-Americano de Atletismo Sub-20 de 2023
O Campeonato Sul-Americano de Atletismo Sub-20 de 2023 foi a 45ª edição da competição de atletismo organizada pela CONSUDATLE para atletas com menos de vinte anos, classificados como sub-20. O evento foi realizado no El Salitre Coliseum, em Bogotá, na Colômbia, entre 19 a 21 de maio de 2023. Contou com 13 nacionalidades distribuídos em 45 eventos, com destaque para o Brasil com 15 medalhas de ouro. 

## Quadro de medalha
A contagem de medalhas foi publicada.
| Ordem | País      | Medalha de ouro | Medalha de prata | Medalha de bronze | Total |
| ----- | --------- | --------------- | ---------------- | ----------------- | ----- |
| 1     | Brasil    | 15              | 14               | 15                | 44    |
| 2     | Colômbia  | 13              | 14               | 5                 | 32    |
| 3     | Peru      | 7               | 2                | 2                 | 11    |
| 4     | Argentina | 3               | 4                | 10                | 17    |
| 5     | Chile     | 2               | 4                | 10                | 17    |
| 6     | Venezuela | 2               | 1                | 3                 | 6     |
| 7     | Guiana    | 2               | 0                | 2                 | 4     |
| 8     | Uruguai   | 1               | 1                | 0                 | 2     |
| 9     | Equador   | 0               | 4                | 6                 | 10    |
| 10    | Bolívia   | 0               | 1                | 0                 | 1     |
| Total | Total     | 45              | 45               | 44                | 135   |

## Medalhistas
Esses foram os resultados do campeonato.

### Masculino
| Evento                      | Ouro                                                                                | Ouro                 | Prata                                                                                   | Prata    | Bronze                                                                          | Bronze   |
| --------------------------- | ----------------------------------------------------------------------------------- | -------------------- | --------------------------------------------------------------------------------------- | -------- | ------------------------------------------------------------------------------- | -------- |
| 100 metros                  | Renan Gallina · Brasil                                                              | 10.01 , SA23R, SA20R | Ronal Longa · Colômbia                                                                  | 10.08    | Ezekiel Newton · Guiana                                                         | 10.42    |
| 200 metros                  | Ezekiel Newton · Guiana                                                             | 20.96                | Enoc Moreno · Colômbia                                                                  | 21.04    | Tomás Mondino · Argentina                                                       | 21.16    |
| 400 metros                  | Vinícius Galeno · Brasil                                                            | 46.32                | Elias dos Santos · Brasil                                                               | 46.64    | Dusthin Morquecho · Equador                                                     | 47.51    |
| 800 metros                  | Uriel Muñoz · Argentina                                                             | 1:51.56              | Gabriel dos Santos · Brasil                                                             | 1:52.14  | Marco Túlio Silva · Brasil                                                      | 1:52.71  |
| 1 500 metros                | Pedro Marín · Colômbia                                                              | 3:56.67              | Uriel Muñoz · Argentina                                                                 | 3:59.66  | Lucas Jara · Chile                                                              | 4:00.25  |
| 3 000 metros                | Pedro Marín · Colômbia                                                              | 8:44.29              | Luis Chávez · Peru                                                                      | 8:46.49  | Pariona Nider · Peru                                                            | 8:48.59  |
| 5 000 metros                | Luis Chávez · Peru                                                                  | 15:08.79             | Elvis Companocca · Peru                                                                 | 15:42.47 | Thomas Edison Quinahuan · Equador                                               | 15:47.42 |
| 110 metros barreiras        | José Eduardo da Silva · Brasil                                                      | 13.41 , SA20R        | Thiago dos Santos · Brasil                                                              | 13.53    | Egberg Espinoza · Venezuela                                                     | 14.03    |
| 400 metros barreiras        | Vinícius de Brito · Brasil                                                          | 51.98                | Egbert Espinoza · Venezuela                                                             | 52.08    | Ian Andrey Pata · Equador                                                       | 52.87    |
| 3.000 metros com obstáculos | Yeferson Guillermo Cuno · Peru                                                      | 9:24.84              | Wilson Steven Navarrete · Equador                                                       | 9:26.40  | Vinícius de Ameida · Brasil                                                     | 10:15.94 |
| 4×100 metros estafetas      | Colômbia · Dainer Guaitoto · Ronal Longa · Enoc Moreno · Estebán Díaz               | 39.77                | Brasil · José Eduardo da Silva · Matheus de Barros · João Vitor de Melo · Renan Gallina | 39.80    | Argentina · Matías Castro · Lucas Villegas · Tomás Villegas · Tomás Mondino     | 40.18    |
| 4×400 metros estafetas      | Brasil · Samuel dos Santos · Vinícius de Brito · Vinícius Galeno · Elias dos Santos | 3:11.70              | Colômbia · Yampol Perea · Santiago Suárez · Adrian Mendoza · Ericksson de Jesus         | 3:14.71  | Equador · Dusthin Morquecho · Josué Cortez · Santiago Llerena · Ian Andrey Pata | 3:14.78  |
| 10 km marcha atlética       | Miguel Peña · Colômbia                                                              | 44:29.66             | Jesús Ramírez · Colômbia                                                                | 45:40.02 | Otávio Vicente · Brasil                                                         | 48:52.28 |
| Salto em altura             | Cristóbal Sahurie · Chile                                                           | 2.10                 | Eron de Araújo · Brasil                                                                 | 2.08     | Benjamin Aguilera · Argentina                                                   | 2.06     |
| Salto com vara              | Ricardo Montes · Venezuela                                                          | 5.20                 | Aurélio de Souza · Brasil                                                               | 4.90     | Andreas Kreiss · Brasil                                                         | 4.80     |
| Salto em comprimento        | Matheus de Barros · Brasil                                                          | 7.69                 | Diego Bustamante · Chile                                                                | 7.51     | Ezequiel Sferra · Argentina                                                     | 7.32     |
| Salto triplo                | Santiago Theran · Colômbia                                                          | 15.35                | Diego Bustamante · Chile                                                                | 15.02    | Adrian Nazareno · Equador                                                       | 14.93    |
| Arremesso de peso           | Alberto dos Santos · Brasil                                                         | 17.26                | Erik Caicedo · Equador                                                                  | 16.43    | Vítor de Souza · Brasil                                                         | 16.33    |
| Lançamento de disco         | Juan David Montaño · Colômbia                                                       | 55.76                | Hollman Villamizar · Colômbia                                                           | 54.04    | Alberto dos Santos · Brasil                                                     | 51.20    |
| Lançamento do martelo       | Jean Carlos Ortíz · Colômbia                                                        | 72.38                | Tomas Olivera · Argentina                                                               | 68.75    | Cipriano Riquelme · Chile                                                       | 67.09    |
| Lançamento do dardo         | Arthur Curvo · Brasil                                                               | 66.03                | Yirmar Torres · Equador                                                                 | 64.64    | Yuri Benites · Brasil                                                           | 59.11    |
| Decatlo                     | Luiz Caetano · Brasil                                                               | 6855                 | Edgar Rosabal · Uruguai                                                                 | 6632     | Carlos Cordoba · Venezuela                                                      | 6561     |

### Feminino
| Evento                      | Ouro                                                                                 | Ouro     | Prata                                                                                      | Prata    | Bronze                                                                         | Bronze   |
| --------------------------- | ------------------------------------------------------------------------------------ | -------- | ------------------------------------------------------------------------------------------ | -------- | ------------------------------------------------------------------------------ | -------- |
| 100 metros                  | Melany Bolaño · Colômbia                                                             | 11.53    | Suellen de Sant'Anna · Brasil                                                              | 11.62    | Tainara Mees · Brasil                                                          | 11.70    |
| 200 metros                  | Melany Bolaño · Colômbia                                                             | 23.43    | Suellen de Sant'Anna · Brasil                                                              | 23.44    | Tianna Springer · Guiana                                                       | 23.72    |
| 400 metros                  | Tianna Springer · Guiana                                                             | 53.28    | Camille de Oliveira · Brasil                                                               | 54.08    | Nahomy Castro · Colômbia                                                       | 54.46    |
| 800 metros                  | Anita Poma · Peru                                                                    | 2:06.69  | Karol Mosquera · Colômbia                                                                  | 2:11.26  | Luise Braga · Brasil                                                           | 2:12.17  |
| 1 500 metros                | Anita Poma · Peru                                                                    | 4:33.15  | Karol Luna · Colômbia                                                                      | 4:38.72  | Helena Valerio · Brasil                                                        | 4:46.78  |
| 3 000 metros                | Veronica Huacasi · Peru                                                              | 10:07.40 | Karol Luna · Colômbia                                                                      | 10:15.04 | Luzmarina Choquepuma · Peru                                                    | 10:42.52 |
| 5 000 metros                | Veronica Huacasi · Peru                                                              | 17:31.08 | Lilian Mateo · Bolívia                                                                     | 17:46.94 | Jeidy Mora · Colômbia                                                          | 18:02.08 |
| 100 metros barreiras        | Lays Silva · Brasil                                                                  | 13.76    | Chia Ruan · Chile                                                                          | 13.97    | Helen Bernard · Argentina                                                      | 14.02    |
| 400 metros barreiras        | Camille de Oliveira · Brasil                                                         | 57.93    | Amanda da Silva · Brasil                                                                   | 59.84    | Helen Bernard · Argentina                                                      | 1:00.11  |
| 3.000 metros com obstáculos | Russel Cjuro · Peru                                                                  | 11:45.62 | Laura Camargo · Colômbia                                                                   | 11:46.11 | Gabriela Tardivo · Brasil                                                      | 12:05.37 |
| 4×100 metros estafetas      | Brasil · Larissa de Jesus · Vanessa dos Santos · Suellen de Sant'Anna · Tainara Mees | 44.81    | Colômbia · Sofia Molina · Melany Bolaño · Yesenia Sánchez · Laura Martínez                 | 45.09    | Argentina · Sofia Ibarra · María Paz · Valentina Napolitano · Victoria Zanolli | 47.52    |
| 4×400 metros estafetas      | Colômbia · Sofia Molina · Paola Loboa · Karol Mosquera · Nahomy Castro               | 3:39.08  | Brasil · Amanda da Silva · Camille de Oliveira · Julia Ribeiro · Maria Eduarda de Oliveira | 3:42.08  | Argentina · Sofia Ibarra · Juana Zuberbuhler · Helen Bernard · Renata Godoy    | 3:52.10  |
| 10 km marcha atlética       | Natalia Pulido · Colômbia                                                            | 50:03.61 | Ruby Segura · Colômbia                                                                     | 51:36.38 | Gabrielly dos Santos · Brasil                                                  | 52:18.90 |
| Salto em altura             | Hellen Tenorio · Colômbia                                                            | 1.80     | María Arboleda · Colômbia                                                                  | 1.78     | Gabriela Araújo · Brasil                                                       | 1.73     |
| Salto com vara              | Carolina Scarponi · Argentina                                                        | 3.50     | Izabella Neves · Brasil                                                                    | 3.50     | Josefina Brunet · Argentina                                                    | 3.50     |
| Salto em comprimento        | Vanessa dos Santos · Brasil                                                          | 6.20     | Victoria Zanolli · Argentina                                                               | 6.20     | Angie Palacios · Colômbia                                                      | 6.09     |
| Salto triplo                | Mairy Pires · Venezuela                                                              | 13.35    | Valery Arce · Colômbia                                                                     | 12.94    | Nerli Cantoñi · Colômbia                                                       | 12.43    |
| Arremesso de peso           | Taniele de Jesus · Brasil                                                            | 14.46    | Belsy Quiñónez · Equador                                                                   | 12.85    | Mule Florencia Dupans · Argentina                                              | 12.62    |
| Lançamento de disco         | Valentina Ulloa · Chile                                                              | 47.89    | Camila Flach · Brasil                                                                      | 47.425   | Angelica Caicedo · Colômbia                                                    | 46.53    |
| Lançamento do martelo       | Catalina Rodríguez · Colômbia                                                        | 58.17    | Juliana Baigorria · Argentina                                                              | 57.83    | Yennifer Veroes · Venezuela                                                    | 55.15    |
| Lançamento do dardo         | Manuela Rotundo · Uruguai                                                            | 56.24 ,  | Constanza Acevedo · Chile                                                                  | 41.02    | Gabriella Barcellos · Brasil                                                   | 40.81    |
| Heptatlo                    | Renata Godoy · Argentina                                                             | 5123     | Tainara Mees · Brasil                                                                      | 5063     | Julia Leite · Brasil                                                           | 5011     |

### Misto
| Evento                 | Ouro                                                                             | Ouro    | Prata                                                                 | Prata   | Bronze                                                                            | Bronze  |
| ---------------------- | -------------------------------------------------------------------------------- | ------- | --------------------------------------------------------------------- | ------- | --------------------------------------------------------------------------------- | ------- |
| 4×400 metros estafetas | Brasil · Vinícius Galeno · Camille de Oliveira · Elias do Santos · Julia Ribeiro | 3:22.84 | Colômbia · Paola Loboa · Nahomy Castro · Óscar Leal · Santiago Suárez | 3:25.85 | Equador · Dusthin Morquecho · Daniela Torres · Ian Andrey Pata · Santiago Llerena | 3:34.46 |

Legenda
| Recorde mundial       | Recorde mundial (World record)               |                       | Recorde africano                      | Recorde africano (African) |                                           | Q | Classificado por posição (Qualified) |
| Recorde do campeonato | Recorde do campeonato (Championship record)  | Recorde da América    | Recorde da América (Americas)         | q                          | Classificado por melhor tempo (Qualified) |   |                                      |
| Melhor marca do ano   | Melhor marca do ano (World leading)          | Recorde asiático      | Recorde asiático (Asian)              | DNS                        | Não largou (Did not start)                |   |                                      |
| Recorde nacional      | Recorde nacional (National record)           | Recorde europeu       | Recorde europeu (European)            | DNF                        | Não terminou (Did not finish)             |   |                                      |
| Recorde pessoal       | Recorde pessoal do atleta (Personal best)    | Recorde da Oceania    | Recorde da Oceania (Oceania)          | DSQ / DQ                   | Desclassificado (Disqualified)            |   |                                      |
| Recorde da temporada  | Recorde da temporada do atleta (Season best) | Recorde sul-americano | Recorde sul-americano (South America) | NM                         | Sem marca (No mark)                       |   |                                      |